# Тёда
Тёда — река в Бо́рецком сельском поселении Виноградовском районе Архангельской области России, правый приток Северной Двины.

## География
Река берёт начало у административной границы Виноградовского и Верхнетоемского районов на водоразделе Тёды и Нижней Тоймы. В устьевой части, в селе Гридинская, река впадает в Северную Двину двумя протоками (в 434 км по правому берегу реки Северная Двина). На правом берегу северной протоки находятся деревни Городок, Островецкая, Михайловская. В двух километрах от устья южного рукава Тёды, выше по течению Северной Двины, находится устье реки Рёхта.

## Характеристика
Высота устья — 20 метров над уровнем моря. Высота истока — около 200 метров. Длина река — 57 км, площадь водосборного бассейна — 301 км². Питание реки снеговое и дождевое. Ледостав с конца октября-начала ноября по конец апреля.

## Притоки
- Летняя (в 57 км от устья, по левому берегу реки)
- Ухваж (в 34 км от устья, по правому берегу реки)
- Курачев

## Данные водного реестра
По данным государственного водного реестра России относится к Двинско-Печорскому бассейновому округу, водохозяйственный участок реки — Северная Двина от впадения реки Вычегда до впадения реки Вага, речной подбассейн реки — Северная Двина ниже места слияния Вычегды и Малой Северной Двины. Речной бассейн реки — Северная Двина.
Код объекта в государственном водном реестре — 03020300112103000027869.

## Карты
- Лист карты P-38-51,52 Сергеевская. Масштаб: 1 : 100 000. Указать дату выпуска/состояния местности.
- Лист карты P-38-53,54 Зеленник. Масштаб: 1 : 100 000. Указать дату выпуска/состояния местности.
- Лист карты P-38-41,42 Верховье р. Юла. Масштаб: 1 : 100 000.
- Лист карты P-38-52-C,D — ФГУП «ГОСГИСЦЕНТР»